# 高乾
（497年—533年），字乾邕，渤海蓚县人。北魏官员，官拜司空，封长乐郡公，后因受到北魏孝武帝和权臣高欢的猜忌而被赐死。

## 入仕
高乾生性聪明有悟性，英俊伟岸有智略，声音仪容都出众，进退举止文雅。年轻时輕佻遊俠，与三弟高昂数为劫掠，多次触犯国法，乡里都害怕他们，不敢违逆。高乾求婚于博陵崔圣念之女被拒绝，就和高昂綁架崔女，高乾還在村外强奸了她再回家。父亲高翼也因而总被下狱，只有遇赦了才出狱。高翼曾对人说：“吾四子皆凶狠，我死后有人与我一楸土耶（指为他下葬）？”但是高乾长大后却改过，轻财重义，多交朋友。领军元叉有权，因与高乾意气相投，待高乾很好。
高乾起家拜员外散骑侍郎，领直后，转太尉士曹、司徒中兵，迁员外散骑常侍。又和长乐王元子攸私下结交。军阀大都督尔朱荣入洛阳，高乾向东投奔时任东冀州刺史、镇东将军、乐城县侯的父亲。元子攸被立为孝庄帝后，遥除高乾龙骧将军、通直散骑常侍。高乾见尔朱荣杀害士人，认为天下要乱了，于是在河、济之间率河北的流民造反，受葛荣官爵，屡败齐州军马。孝庄帝不久派右仆射元罗、东道大使元欣巡抚三齐，高乾兄弟都投降，高乾被任为给事黄门侍郎，兼武卫将军。尔朱荣认为高乾曾造反，不应担任近要官职，孝庄帝便让他解职回乡。于是招纳骁勇，以射猎自娱。
尔朱荣被孝庄帝杀死后，高乾驰赴洛阳，孝庄帝见之大喜，以高乾为兼侍中，加抚军将军、金紫光禄大夫、河北大使，高昂为直阁将军，令他们回乡招集乡人为援。孝庄帝亲自在河桥上相送，举酒指水说：“卿兄弟是冀部豪杰，能令士卒致死。京城倘若有变，可在河上为朕起兵。”高乾垂涕奉诏，高昂拔剑起舞，请为孝庄帝效死。

## 结交高欢
后来尔朱荣的侄子尔朱兆入洛阳，杀孝庄帝。高翼保境自守。尔朱兆派监军孙白鹞（或作孙白鸡）带百余骑去冀州，诈称征用马匹，想等高乾兄弟来送马就把他们抓起来。高乾本有为孝庄帝报仇之心，也早有预料，秘密与和尔朱荣有杀父之仇的前河内太守封隆之合谋，封隆之欣然同意。于是高乾与高昂召集壮士，袭据州城，传檄州郡，射杀孙白鹞，擒刺史元嶷，于葛荣殿为孝庄帝举哀，三军缟素。高乾升坛誓众，辞气激扬，涕泪交下，将士莫不哀愤。众人要推高翼为王，高翼推辞不如封隆之，于是众人推封隆之为大都督权行州事。高乾受幽州刺史刘灵助节度，互相呼应。
殷州刺史尔朱羽生率五千人袭信都，高昂不及披甲，率十余骑迎战，高乾在城中用绳子放下五百人追救高昂，未及，高昂已败尔朱羽生。
不久刘灵助被尔朱氏擒杀。高翼临死前嘱咐高乾兄弟早图尔朱兆兄弟，以报国家。
当时晋州刺史高欢出兵山东，声言要讨伐高乾，众人惶惧。高乾却认为高欢不是久居人下之人，必定另有深谋，让众人安心，并与封隆之之子封子绘率十数骑在滏阳关口迎接。高乾明白时机和世事，言辞慷慨，表态愿意以本州人财襄助高欢，高欢很赏识器重他，和他同帐寝宿，还呼他为叔父。高乾受命而去。
高欢虽有大志，当时对外不显。前南赵郡太守李元忠迎高欢，问及高乾兄弟，高欢骗他说高乾兄弟不肯相迎，李元忠因而劝高欢说高乾兄弟必奉高欢为主，拿下殷州不在话下，沧、瀛、幽、定也自然会服高欢，唯一可能反抗的相州刺史刘诞也不会是高欢的对手。高欢握李元忠手致谢。普泰元年（531年），高欢复去信都，封隆之、高乾等开门纳之。高欢遂据有冀州。高昂当时在外略地，闻讯认为高乾是妇人之举，给高乾布裙。
高欢暗中命李元忠于封龙山举兵攻打尔朱羽生，又让高乾假装率军前去相救。高乾率轻骑入城，与尔朱羽生一同商议军事，假装为他谋划。尔朱羽生和高乾一起出城劳军，因而被擒杀，殷州被高欢所得。高欢立勃海太守元朗为帝，高乾参与定策，拜侍中、司空。高欢在韩陵之战歼灭尔朱氏势力后，又因元朗世系疏远，派仆射魏兰根慰谕洛阳观察之前尔朱氏所立的节闵帝为人，有尊奉节闵帝之意。魏兰根怕节闵帝神采高明，日后难制，与高乾兄弟及黄门侍郎崔凌强调节闵帝系尔朱氏所立，共劝高欢为了讨伐尔朱氏师出有名而废帝，最终高欢废节闵帝。
高乾一度被免司空，孝武帝得立后，太昌元年（532年）复司空。高乾因先前未能为父守孝，上表辞职守孝三年，但没想到孝武帝会准许，于是被免侍中之职，仍为司空，封长乐郡公，食邑一千户，从此不得关注朝政，在家不乐。

## 获罪赐死
高欢拥立孝武帝后，被授大丞相、太师、世袭定州刺史，把持朝政。孝武帝想和高欢决裂，希望趁机收高乾为己用，会于华林园，设宴后独留高乾，说高乾世代忠良又有大功，和自己名为君臣，义同兄弟，要和高乾立盟约。高乾违心以以身许国不敢有贰心作答。因事出仓促，且高乾也不知道孝武帝有了和高欢决裂的心思，便没有坚决推辞，也没有告诉高欢。孝武帝却以为高乾是诚心待己。后来孝武帝自置部曲大约千人，高乾私下对亲近者说将有祸难会波及自己，于是密报高欢。高欢召高乾去并州谈论时事，高乾因而劝高欢受禅称帝，高欢用袖子掩住高乾的嘴，说：“不要妄言，我让叔父重新担任侍中，门下省的事就托付给你了。”于是屡次请求，但复拜高乾为侍中的诏书终于没施行。高乾自知将有变，于是秘密请求高欢让他出镇徐州，于是被除骠骑大将军、使持节、都督三徐诸军事、开府仪同三司、徐州刺史。将去赴任时，孝武帝知道自己被高乾出卖，于是对高欢说自己曾和高乾有盟约，如今却反复。高欢听闻高乾与孝武帝结盟，也厌恶他，便取高乾前后论时事的文书密封了给孝武帝。孝武帝就召高乾示之，囚禁高乾于门下省，在高欢（一作高欢使者）面前派人指责高乾的过失。高乾说：“我以身奉国，义尽忠贞，陛下自己另有打算，却说我反复。皇帝把罪责都推在我身上，我还能逃命吗？欲加之罪，何患无辞？功大身危，自古如此。如果死后有知觉，我也不负孝庄帝。”于是被赐死于门下省。武卫将军元整监刑，问高乾是否要作家书，高乾说兄弟在别处此次必受波及难以保全，儿子还小没见识，覆巢之下无完卵，所以没话可说。高乾临死神色不变，见者莫不叹惜。

## 身后
孝武帝又密敕东徐州刺史潘绍业、长乐太守庞苍鹰杀高昂，高昂先闻高乾之死，以槊刺柱，伏下壮士擒住潘绍业，于其袍领发现敕书，于是率十余骑奔晋阳投高欢。高欢抱高昂头哭道：“天子枉害司空！”以白武幡劳高乾家属。高乾二弟高慎为光州刺史，被孝武帝命青州断其归路，于是也走小路奔晋阳。从此孝武帝和高欢生隙。
孝武帝派舍人温子升写敕书对高欢说：“高乾之死岂只是朕的意思！高王却对高昂说‘你哥枉死’，人的耳目岂是可以轻易视之的？”不久即投奔侍中、骠骑大将军、开府仪同三司、关西大都督、略阳县公，承制封拜、使持节宇文泰，以宇文泰兼尚书左仆射、关西大行台。宇文泰传檄方镇，称高欢恐怕高乾泄露异志才秘密告发朝廷让朝廷杀死高乾。
后来高欢讨斛斯椿等，驻军盟津，对高昂说：“如果早用司空的策略，岂有今日此举！”天平初年，赠高乾使持节、都督冀定沧瀛幽齐徐青光兖十州军事、太师、录尚书事、冀州刺史，谥文昭。高乾长子高继叔袭祖父爵为乐城县侯，第二子高吕儿袭高乾爵。
高慎叛投西魏，高欢也因高乾为勋臣，免高乾一门从坐。
皇建元年十一月庚申（560年12月15日），齐孝昭帝高演诏令将高乾等十二人合祭于高欢的宗庙之中。

## 评价
- 李百药：高、封二公，无一人尺土之资，奋臂而起河朔，将致勤王之举，以雪庄帝仇，不亦壮哉！既克本藩，成其让德，异夫韩馥慑袁绍之威。然力谢时雄，才非命世，是以奉迎麾掞，用叶本图。高祖因之，遂成霸业。……但以非颍川元从，异丰沛故人，腹心之寄，有所未允。露其启疏，假手天诛，枉滥之极，莫过于此。[1]
- 李延寿：邕兄弟，不阶尺土之资，奋臂河朔，自致勤王之举，神武因之，以成霸业。但以非颍川元从，异丰沛故人，腹心之寄，有所未允。露其启疏，假手天诛，枉滥之极，莫或过此。[2]

## 家庭

### 父母
- 高翼，北魏抚军将军、定州刺史、乐城文宣侯
- 中山张氏，北魏中坚将军、射声校尉张元宾的姐妹[24][25]

### 兄弟姐妹
- 高慎，西魏侍中、司徒、渤海郡公
- 高昂，东魏平北将军、西南道大都督、侍中、司徒公、永昌忠武王
- 高季式，北齐骠骑大将军、太常卿、都督、乘氏恭穆子
- 高氏，嫁北魏龙骧将军、卷县县令郑熙

### 子女
- 高继叔，长子，东魏乐城县侯
- 高吕儿，次子，东魏长乐郡公

## 腳註
1. 1 2 3 4 5 6 7 8 9 10 11 12  《北齐书》卷二十一高乾传
2. 1 2 3 4 5 6 7 8 9 10 11  《北史》卷三十一高乾传
3. 1 2  《魏书》卷十
4. ↑  《资治通鉴》卷一百五十二
5. ↑  《资治通鉴》卷一百五十四
6. ↑  《北史》卷五魏本纪第五
7. 1 2  《北史》卷二十四封隆之传
8. 1 2 3 4  《资治通鉴》卷一百五十五
9. 1 2 3  《魏书》卷一十一
10. ↑  《北史》卷三十三李元忠传
11. 1 2 3 4  《北齐书》卷一补帝纪第一
12. 1 2 3 4  《北史》卷六齐本纪上第六
13. 1 2 3 4 5  《资治通鉴》卷一百五十六
14. ↑  《魏书》卷八十一
15. ↑  《北齐书》卷二十三魏兰根传
16. ↑  《北史》卷五十綦俊传
17. ↑  《北史》卷五十六魏兰根传
18. ↑  《诏高欢》
19. ↑  《北史》卷九周本纪上第九
20. ↑  《为周文帝传檄方镇》
21. ↑  《资治通鉴》卷一百五十八
22. ↑  《北齐书·卷六·帝纪第六》：庚申，诏以故太师尉景、故太师窦泰、故太师太原王娄昭、故太宰章武王厍狄干、故太尉段荣、故太师万俟普、故司徒蔡俊、故太师高乾、故司徒莫多娄贷文、故太保刘贵、故太保封祖裔、故广州刺史王怀十二人配飨太祖庙庭，故太师清河王岳、故太宰安德王韩轨、故太宰扶风王可朱浑道元、故太师高昂、故大司马刘丰、故太师万俟受洛干、故太尉慕容绍宗七人配飨世宗庙庭，故太尉河东王潘相乐、故司空薛脩义、故太傅破六韩常三人配飨显祖庙庭。
23. ↑  《北史·卷七·齐本纪中第七》：庚申，诏以故太师尉景、故太师窦泰、故太师太原王娄昭、故太宰章武王库狄干、故太尉段荣、故太师万俟普、故司徒蔡俊、故太师高乾、故司徒莫多娄贷文、故太保刘贵、故太保封祖裔、故广州刺史王怀十二人配飨太祖庙庭；故太师清河王岳、故太宰安德王韩轨、故太宰扶风王可朱浑道元、故太师高昂、故大司马刘丰、故太师万俟受洛干、故太尉慕容绍宗十一人配飨世宗庙庭；故太尉河东王潘相乐、故司空薛修义、故太傅破六韩常三人配飨高祖庙庭。
24. ↑  《魏书·卷六十八·列传第五十六》：纂从弟元宾，太和十六年，出身奉朝请，迁员外郎、给事中。正光中，除中坚将军、射声校尉。永安三年卒。永熙中，外生高敖曹贵达，启赠持节、抚军将军、瀛州刺史。
25. ↑  《北史·卷四十·列传第二十八》：纂从弟元宾，位奉朝请。及外生高昂贵达，启赠瀛州刺史。

## 延伸阅读
[在维基数据编辑]
 《北齊書/卷21》，出自李百药《北齊書》